# Distichophyllum rhizophorum
Distichophyllum rhizophorum là một loài Rêu trong họ Hookeriaceae. Loài này được (M. Fleisch.) Crosby mô tả khoa học đầu tiên năm 1974.